# Ménagerie royale de Versailles

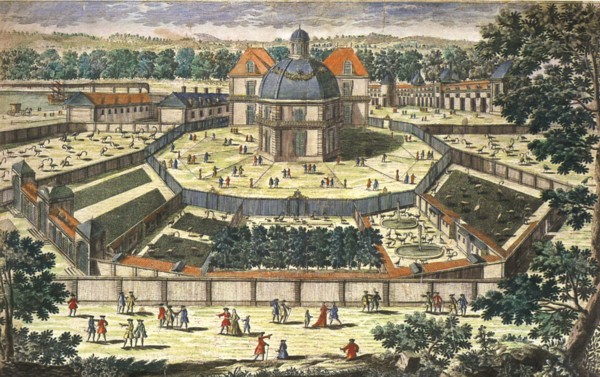
La ménagerie de Versailles fondée par Louis XIV, gravure de Pierre Aveline.

La ménagerie royale de Versailles est le premier grand projet de Louis XIV à Versailles. Elle est édifiée avant même la création du Grand Canal. Sa construction est confiée à l’architecte Louis Le Vau qui démarre les travaux en 1663. Abandonnée à la Révolution française, elle tombe en ruines et est détruite en 1902.

## Sous Louis XIV

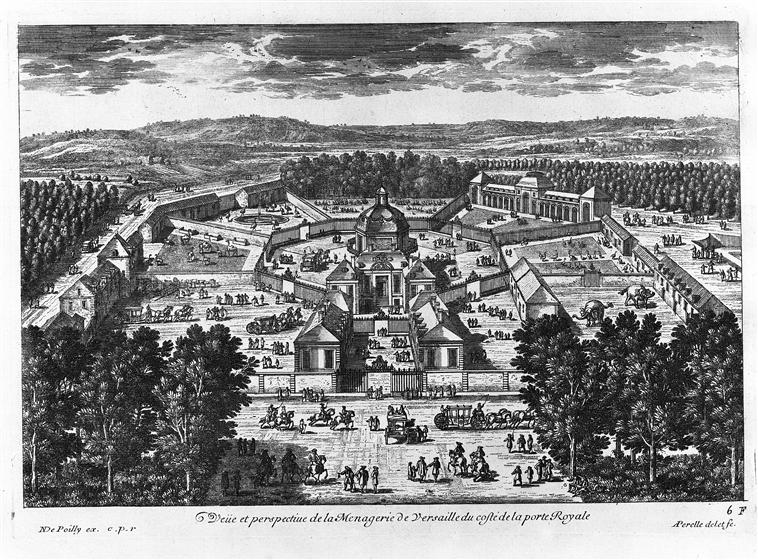
Veüe et perspectiue de la Ménagerie de Versaille du costé de la porte Royale, gravure d'Adam Pérelle d'après Nicolas de Poilly (XVIIe siècle).

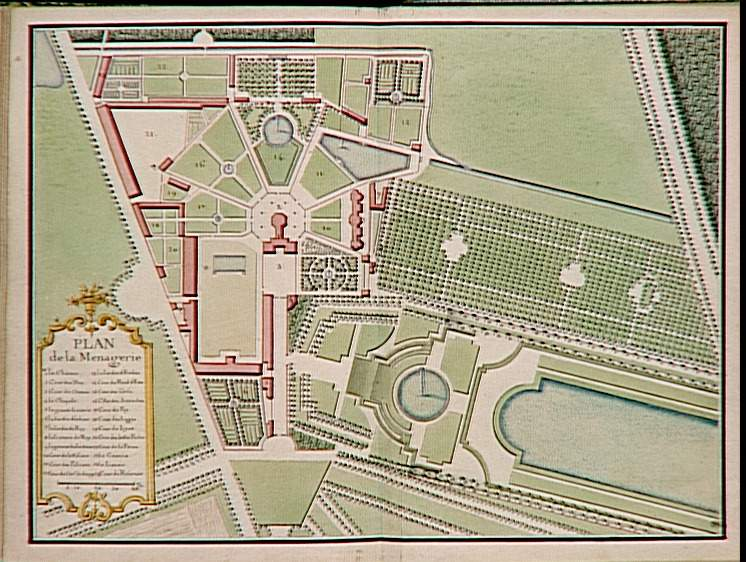
Plan de la ménagerie sous Louis XV (1747), château de Versailles.

Sa construction fut confiée à l’architecte Louis Le Vau qui démarre les travaux en 1663. La ménagerie est construite entre 1662 et 1664, à l'extrémité sud du futur Grand Canal, le long de la route entre Versailles et Saint-Cyr mais ne sera totalement achevée qu'en 1668. 
Elle est centrée autour d'un bâtiment octogonal couvert par en dôme en ardoise. Ce bâtiment est lui-même entouré par une cour octogonale ouvrant sur sept cours séparées par des grilles et des murs pour les oiseaux et les animaux exotiques. Un balcon entoure le premier étage du bâtiment permettant une vue sur les différents enclos disposés en éventail. Sur le devant du bâtiment se trouve une cour d'honneur. Pour l'agencement général des bâtiments de la ménagerie et des cours des animaux, Louis Le Vau s'est visiblement inspiré de la volière du patricien romain Varron à Casinum (en), qu'il connaissait sans doute grâce à une estampe de Pirro Ligorio. De là dérive l’idée du château débouchant sur un pavillon dont les enclos disposés autour reproduisent la forme.
Conçu comme un lieu d'apparat, la ménagerie de Versailles se veut un lieu de splendeur et d'émerveillement où l'on découvre des animaux exotiques et sauvages venus du monde entier. C'est un but de promenade, et une étape obligée des grandes fêtes et réceptions de Louis XIV. C'est là que toute l’Europe des Lumières vient voir, entre autres, des oiseaux-mouches, des colibris, perroquets et autruches, un éléphant ou un dromadaire.
Contrairement à la ménagerie du château de Vincennes, que Louis XIV a créée en 1661 pour le spectacle de combats d'animaux sauvages, la ménagerie de Versailles était un lieu de plaisir et de découverte pour la cour, les visiteurs, les artistes et les scientifiques. La ménagerie est ainsi fréquentée par des chirurgiens, zoologistes ou taxidermistes mais également par des peintres animaliers, comme Pierre Puget ou Nicasius Bernaerts. 
La ménagerie est aussi bien entendu un objet politique pour montrer la puissance du roi. Il charge ainsi son principal ministre, Colbert, de faire venir ces animaux exotiques, rares et curieux du monde entier, par des achats de la Compagnie française des Indes orientales. Colbert va d'abord s'adresser à Nicolas Arnoult, le trésorier des galères, car les animaux doivent presque tous transiter par  le port de Marseille — et dans une moindre mesure celui de Toulon. Mais la mortalité parmi les animaux est très importante, la plupart ne survivent pas au voyage d'autant que sans doute pour des raisons de facilité de capture, ce sont des animaux très jeunes qui sont envoyés. Pour réduire cette mortalité, Colbert demandera à partir de 1669, que les livraisons ne se fassent qu'en été. Il réclame également à Arnoult des peaux et des essences végétales pour Versailles et va donc lui demander de désigner une personne uniquement chargée de pourvoir la ménagerie en animaux. Cela sera un dénommé Mosnier Gassion, qui va aller s'approvisionner au Levant, en Égypte et en Tunisie. Il accomplira ainsi une quarantaine de voyages ramenant entre autres, des autruches et des canards d'Égypte. Son frère sera même basé à Alexandrie. À partir de ce moment, sans doute vers 1691, le peuplement de la ménagerie devient plus diversifié. 
La ménagerie reçoit également les animaux offerts au roi comme cadeaux diplomatiques, comme une éléphante venant du Congo et offerte en 1668 par Pierre II du Portugal ou des félins par des princes arabes.
Des nobles de nombreuses cours d'Europe vont imiter la splendeur de Versailles, en créant leur propre ménagerie. Ainsi au château de Chantilly en 1663, au palais Het Loo aux Pays-Bas en 1672, au palais de Belém à Lisbonne en 1726, au parc du Retiro à Madrid en 1774, au palais du Belvédère de Vienne en 1716, au palais de Sanssouci de Potsdam.

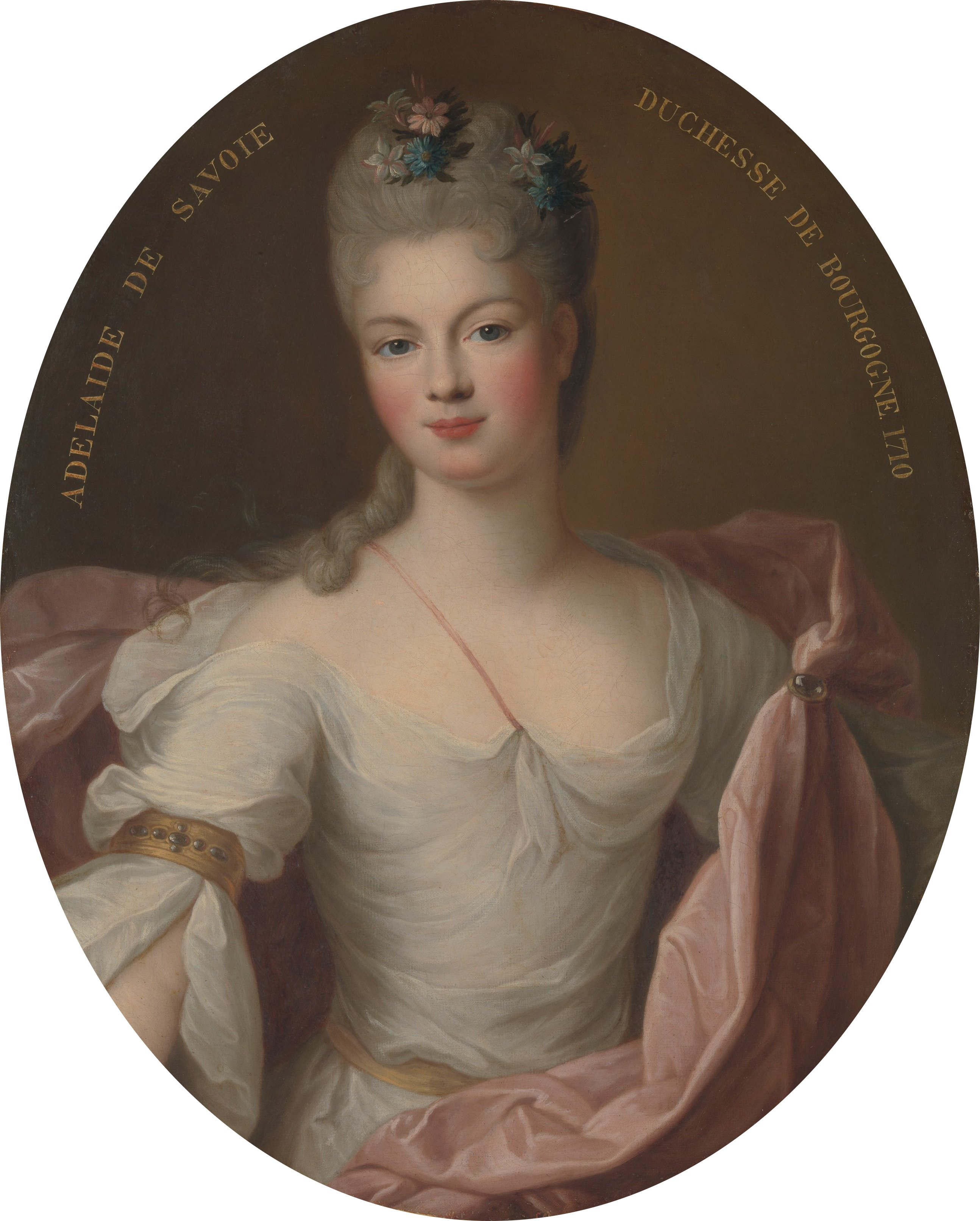
Pierre Gobert, Portrait de Marie-Adélaïde de Savoie, duchesse de Bourgogne (1710), New York, Metropolitan Museum of Art.

Louis XIV, qui à l'approche de la soixantaine se lasse des animaux exotiques, fait agrandir et restaurer la ménagerie en 1698 par Jules Hardouin-Mansart, pour l'offrir à Marie-Adélaïde de Savoie, duchesse de Bourgogne, alors âgée de 12 ans et arrivée à la cour un an plus tôt pour être l'épouse du dauphin Louis de France, petit-fils du roi. Celle qui allait devenir une épouse énergique et illuminait la cour, fait également de la ménagerie une résidence d'agrément pour après-midis. La ménagerie possède alors un jardin d'agréments, une salle « fraiche » avec jeux d'eau et décors de rocaille et même une chapelle. Des bâtiments de ferme avec communs, étables, basse-cour, pigeonnier, laiterie et jardin potager lui sont ajoutés.
Marie-Adélaïde s'amuse à y baratter et à y jouer la paysanne. Le château de plaisance qui surplombe la ménagerie abrite aussi ses amours adultères. 
En 1711, le corsaire normand Jean Doublet rapporte deux lamas, animaux encore inconnus à la cour et qualifiés d'« étranges moutons mâle et femelle ». 
Marie-Adélaïde meurt en 1712 à l'âge de 26 ans lors d'une épidémie de rougeole qui emporte également un de ses fils et son mari, marquant le début du déclin de la ménagerie.

Vues d'artiste
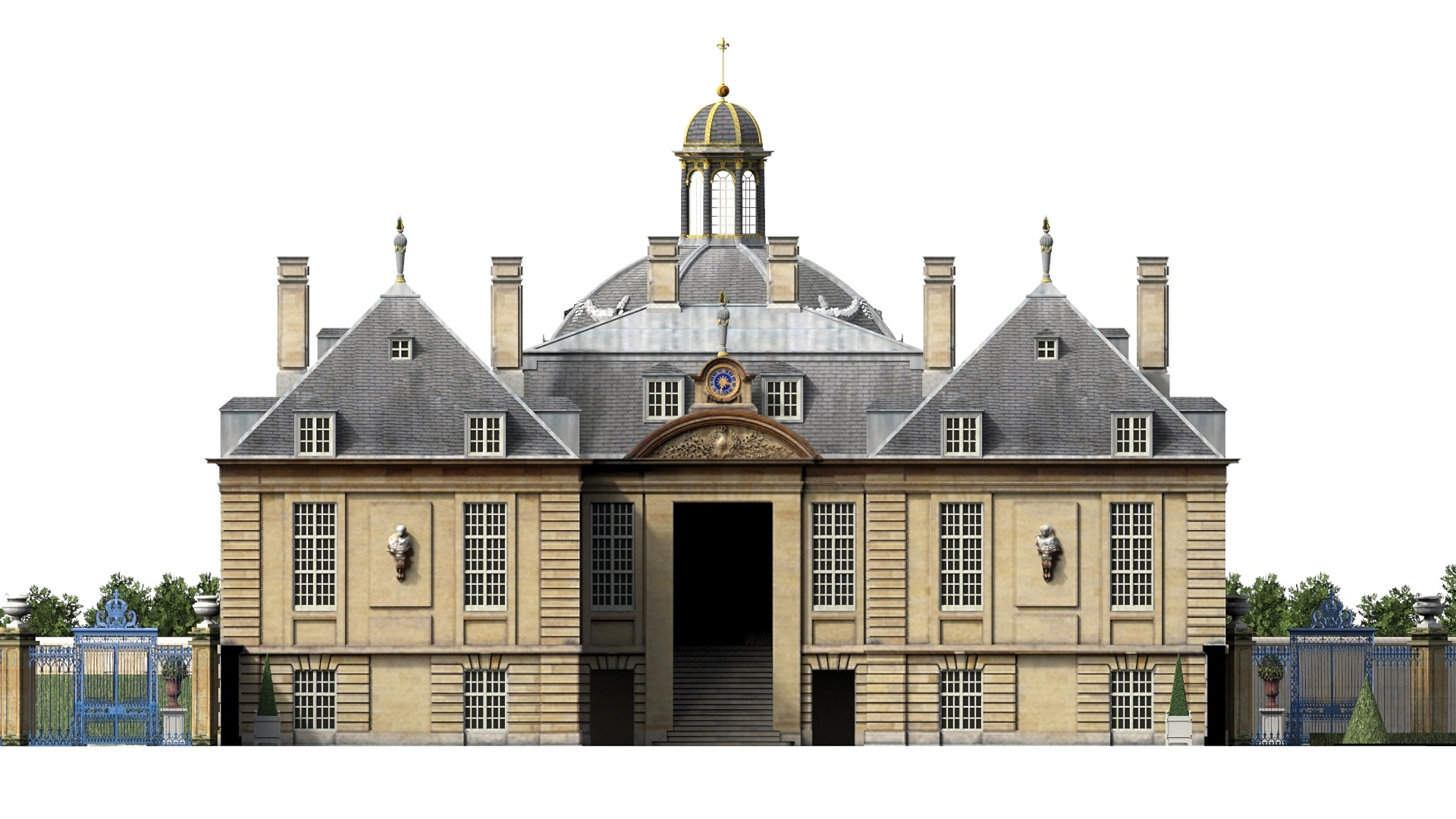
Restitution de la façade de la ménagerie de Versailles.
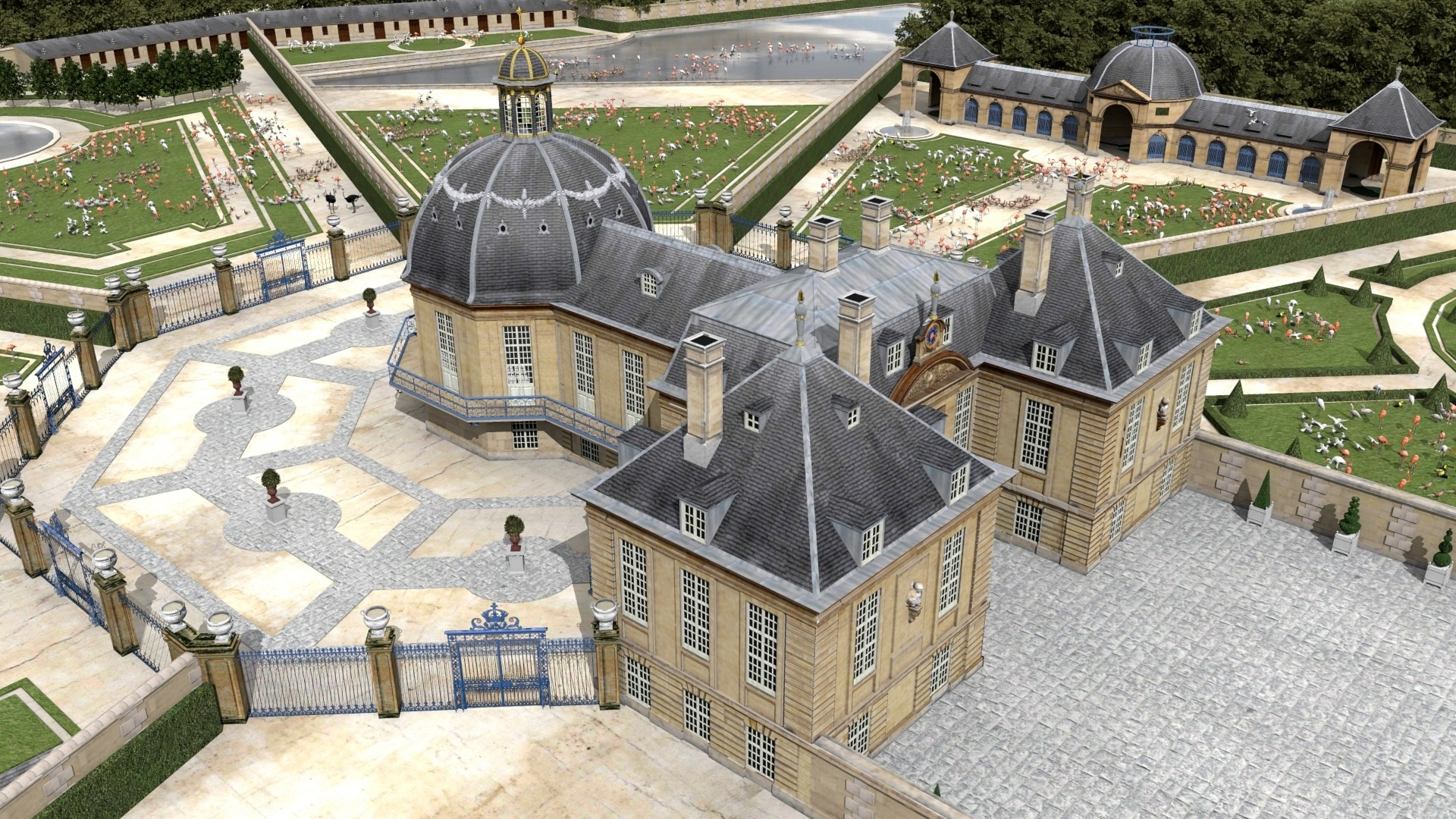
Restitution de la  ménagerie de Versailles.
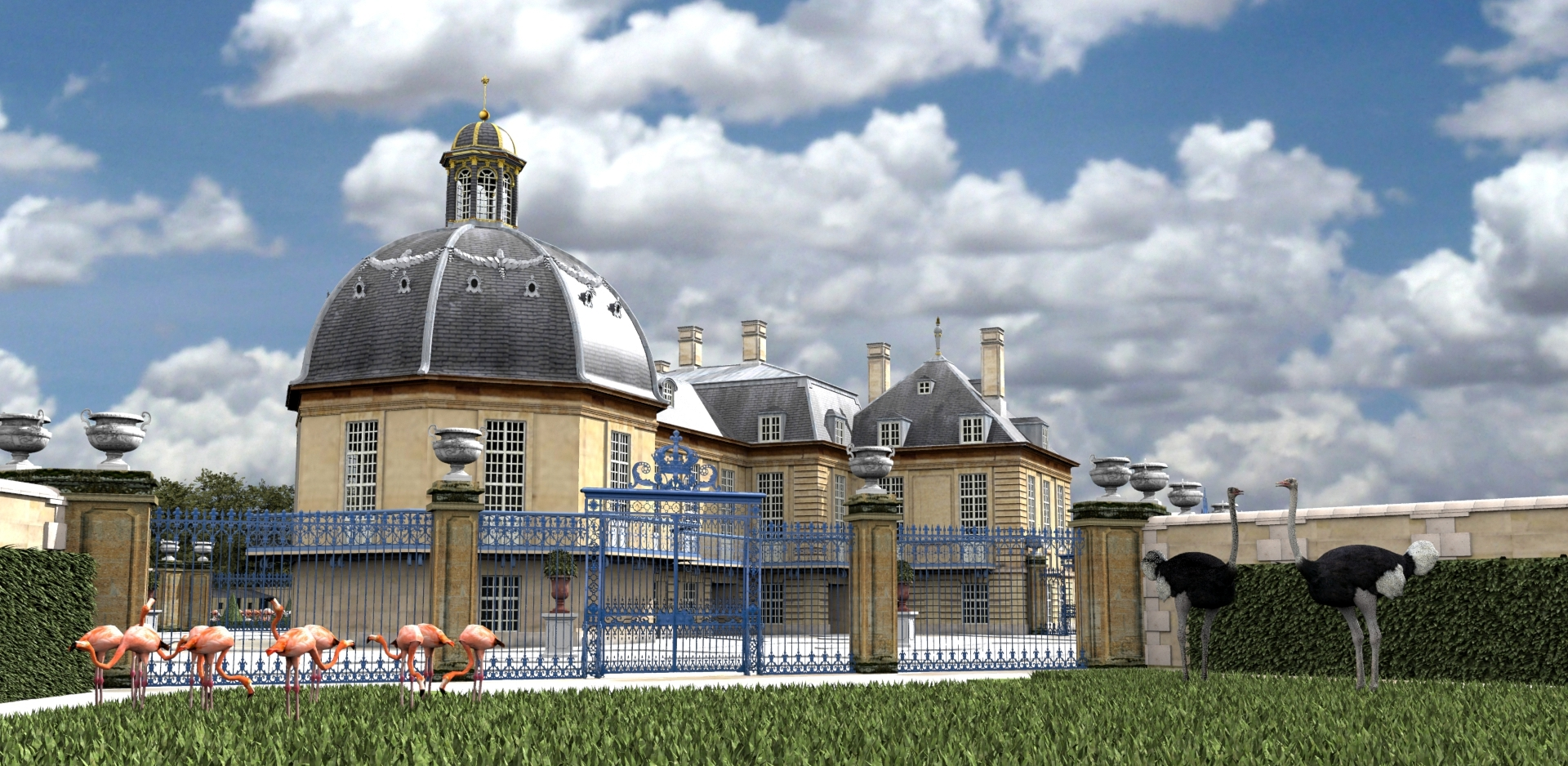
Restitution de la ménagerie de Versailles.

## Décadence et disparition
La ménagerie est négligée pendant la Régence, et en 1722 on y réinstalle un éléphant, et quelques animaux sauvages pour distraire le jeune Louis XV, à qui le comte de Maurepas offre un lionceau et un tigre.
Le jeune roi délaisse la ménagerie — il ne s'y rend qu'une seule fois — pour se faire construire sa propre ménagerie expérimentale. L'entretien est délaissé et l'architecte Gabriel constate sa dégradation dès 1751. Les animaux vivent presque en liberté dans des bâtiments en ruine, lorsque Louis XVI réfléchit au transfert des animaux rescapés au jardin des plantes à Paris. Avec la Révolution, la plupart des animaux sont mangés ou vendus, et on n'en retrouve que cinq rescapés en 1793. Sieyès récupère le domaine en 1800. Les derniers animaux sont transférés de la ménagerie en ruine au Muséum d'histoire naturelle, où est conservé le rhinocéros de Louis XV naturalisé.
Fortement abimée pendant la Révolution française, la ménagerie est finalement détruite en 1902 ; il n'en reste aujourd'hui que quelques vestiges, dont une guérite et un bâtiment annexe à proximité du pavillon de la Lanterne, et l'on peut encore en voir quelques traces sur des vues aériennes.

## Le premier zoo des temps modernes
Si la tradition d’entretenir près du souverain une collection d’animaux exotiques était connue dès l’Antiquité, celle créée par Louis XIV à Versailles offrait un modèle résolument nouveau, repris dans toute l’Europe. La première innovation était de rassembler en un même lieu, permanent et non plus itinérant, les animaux dispersés dans les enclos d’autres résidences royales. Par ailleurs, la Ménagerie royale était la première à opérer une classification des espèces, chacune étant répartie dans des cours adaptées. Enfin, la véritable scénographie élaborée par Le Vau, avec son plan radial et le rayonnement des cours à partir d’un point d’observation surélevé, sera largement imitée, notamment en 1752 par l’empereur François Ier de Habsbourg pour son fameux zoo de Schönbrunn à Vienne (Autriche).
Par ailleurs, le château de Versailles grouillait de vie animale : les animaux de compagnie se comptaient par dizaines dans les appartements des princes, et dans l'antichambre du Roi avec ses niches : braques, épagneuls, carlins, singes vervets, chats angoras, aras et perruches. La ménagerie abritait multitude d'animaux rares : coati, quagga, du casoar à la grue couronnée, que l’on surnommait l’« oiseau royal » ; le gibier abondait dans le petit et le grand parc ; 700 chevaux logeaient aux écuries, 300 chiens de chasse dans le grand chenil.

### Études historiques
- Fiske Kimball, « Le décor du château de la Ménagerie à Versailles », Gazette des beaux-arts, 78e année, t. XVI 6e période,‎ 1936 6e semestre, p. 245-256 (lire en ligne).
- Gérard Mabille, Joan Pieragnoli, La Ménagerie de Versailles, Éditions Honoré Clair, 2010.
- Joan Pieragnoli, « La Ménagerie de Versailles, fonctionnement d’un domaine complexe », Versalia, no 13, 2010, pp. 173-195.
- Joan Pieragnoli, « La duchesse de Bourgogne et la Ménagerie de Versailles », Fabrice Preyat (dir.), Marie-Adélaïde de Savoie, duchesse de Bourgogne, enfant terrible de Versailles, Bruxelles, Éditions de l’Université libre de Bruxelles, coll. « Études sur le XVIIIe siècle », vol. 41, 2014, pp. 139-161.
- Joan Pieragnoli, « Animaux exotiques » et « Ménagerie de Versailles », Lucien Bély (dir.), Dictionnaire Louis XIV, Paris, Robert Laffont, 2015.
- Joan Pieragnoli, La cour de France et ses animaux, XVIe – XVIIe siècles, Paris, PUF, coll. « Le nœud gordien », 2016.
- Jean Nérée Ronfort, « Commandes pour la duchesse de Bourgogne à Versailles et au château de la Ménagerie », Dossiers de l’art, no 124, 2005, pp. 67-89
- Hélène Delalex, « Versailles, Ménagerie royale de », Encyclopædia Universalis (en ligne).

### Fiction
- Alexandra de Broca, Un rhinocéros à Versailles, Robert Laffont, 2021.
- Frédéric Richaud, La Ménagerie de Versailles, Le Livre de poche, 2006.

### Exposition
- Les Animaux du Roi au château de Versailles, du 12 octobre 2021 au 22 février 2022[11],[12].